# Riverside Records
Riverside Records was een Amerikaanse jazz-platenmaatschappij en -label. Opgericht door Orrin Keepnews en Bill Grauer onder zijn firma Bill Grauer Productions in 1953, speelde het label een decennium lang een belangrijke rol in de jazzplatenindustrie. Het hoofdkantoor van Riverside was gevestigd in New York, 553 West 51st Street.

## Geschiedenis
Aanvankelijk was het bedrijf toegewijd aan het heruitgeven van materiaal uit de vroege jazz onder licentie van het in Chicago gevestigde Paramount Records en Gennett Records. Heruitgegeven artiesten waren onder meer Jelly Roll Morton, King Oliver, Ma Rainey en James P. Johnson, maar het label begon in april 1954 met het uitgeven van eigen hedendaagse jazzopnamen, te beginnen met pianist Randy Weston. In 1955 werd het Prestige Records-contract van Thelonious Monk uitgekocht en werd Monk gecontracteerd door Riverside, waar hij de volgende vijf jaar bleef. In de daaropvolgende jaren hebben Cannonball Adderley, Bill Evans, Charlie Byrd, Johnny Griffin, Bob Corwin en Wes Montgomery substantiële bijdragen geleverd aan de catalogus van Riverside. De meeste nieuwe platen werden geproduceerd door Keepnews, die diende als creatief hoofd van het label en verschillende dochterondernemingen, zoals Jazzland Records, waarbij Grauer de verkoop en de bedrijfsactiviteiten van het bedrijf leidde.
Riverside bood een uitgebreide folkcatalogus aan, met onder meer traditionele artiesten als Bascom Lamar Lunsford, Obray Ramsey, George Pegram en Walter Parham en folkvertolkers als Ewan MacColl, Jean Ritchie, Paul Clayton, Billy Faier, Oscar Brand, Cynthia Gooding en Bob Gibson.
In 1956 nam Bill Grauer de racegeluiden op van de Florida International Twelve-Hour Grand Prix of Endurance, Riverside Records RLP 5001. De plaat bevat ook interviews met Stirling Moss, Juan Manual Fangio en andere coureurs.

## Levende legenden
In 1960-1961 produceerde Riverside een veelgeprezen serie albums met jazz- en bluesveteranen als Jim Robinson, Sweet Emma Barrett en Alberta Hunter. Het doel was om muzikanten op te nemen voordat hun kunstenaarschap voor altijd verloren ging. Velen waren niet meer actief en hun lidmaatschap van een vakbond was verlopen. De American Federation of Musicians erkende het belang van het project en schortte de regels op. Deze serie Living Legends werd oorspronkelijk opgenomen in New Orleans. Latere sessies werden opgenomen in Chicago. De sessies vonden plaats in de Societé des Jeunes Amis Hall, gebouwd in de 19e eeuw. Een van de uitgenodigde muzikanten was Louis Cottrell jr. Cottrell organiseerde een trio bestaande uit McNeal Breaux, Alcide 'Slow Drag' Pavageau met Emmanuel Sayles, die gitaar en banjo speelde. De band werd zo goed ontvangen dat ze samen bleven spelen. De muziek op dit album wordt beschreven als beleefder en subtieler dan de muziek in de binnenstad ... een intiem, rustig genot. Het spel van Cottrell is ook goed ontvangen.
In 1961 nam Cottrell het meesterwerk New Orleans: The Living Legends op, dat in 1994 opnieuw werd uitgegeven. Het horen ervan is de elegantie van vervlogen tijden oproepen door een man die er veel aan heeft gedaan om het te creëren. Van de openingsnoot op Bourbon Street Parade tot het charmante Three Little Words tot het eerbiedige What a Friend We Have in Jesus, hoort de luisteraar de levende geschiedenis van jazz.

## Riverside Wonderland
Onder het dochterlabel Riverside Wonderland produceerde het bedrijf ook een reeks kinderalbums, waaronder twee Alec Templeton-albums, een album met Martyn Green die voorleest uit de kerstfantasie Arabian Nights, Grandpa Magic's Toyshop met Ed Wynn in de hoofdrol, Edith Evans die het verhaal vertelt van de eerste kerst en een set van zes albums van het complete Alice in Wonderland, verteld door Cyril Ritchard, een zeldzaamheid in het lp-tijdperk toen boeken zelden compleet werden opgenomen. Er werd ook een album met fragmenten uit het boek uitgegeven en de zes platen in de complete set werden ook als afzonderlijke delen uitgegeven.

## Overlijden
Grauer overleed, na een plotselinge hartaanval in december 1963 en het bedrijf vroeg in juli 1964 vrijwillig faillissement aan. De catalogus werd overgenomen door ABC Records, dat een deel ervan opnieuw uitbracht, maar vrijwel alle Riverside Masters werden overgenomen door Fantasy Records in 1972. Het merendeel van dit materiaal werd vervolgens heruitgegeven op cd als onderdeel van de Original Jazz Classics-serie van de eigenaren en is nog steeds verkrijgbaar bij de huidige Fantasy cataloguseigenaar Concord Records.